# Petite Princesse (film)
Pour les articles homonymes, voir La Petite Princesse.
Pour plus de détails, voir Fiche technique et Distribution.

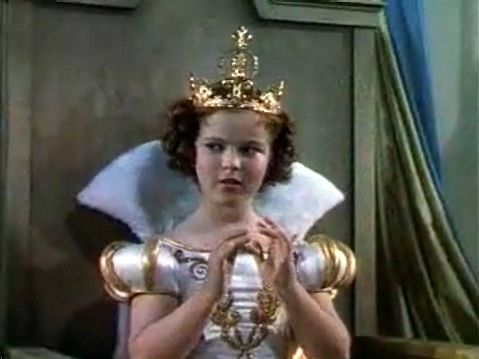
Shirley Temple

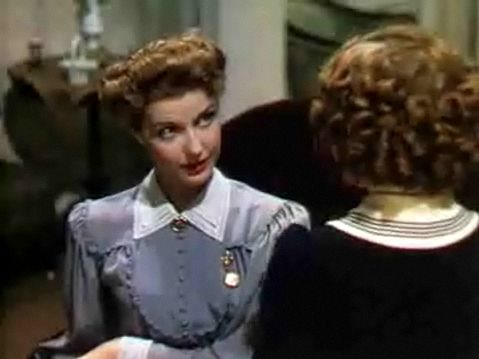
Anita Louise

Petite Princesse (The Little Princess) est une comédie dramatique américaine réalisée par Walter Lang, sortie en 1939. Elle est l'adaptation du roman éponyme de Frances Hodgson Burnett.

## Synopsis
Le capitaine Reginald Crewe est mobilisé par la guerre des Boers. Étant veuf, il décide d'inscrire sa fille Sara dans un pensionnat de jeunes filles britannique. Miss Minchin, la directrice, change de comportement lorsque le père de la petite Sara est déclaré mort.

## Fiche technique
- Titre : Petite Princesse
- Titre original : The Little Princess
- Réalisation : Walter Lang et William A. Seiter (non crédité)
- Scénario : Ethel Hill et Walter Ferris d'après le roman La Petite Princesse de Frances Hodgson Burnett
- Direction artistique : Bernard Herzbrun et Hans Peters
- Décorateur de plateau : Richard Day et Thomas Little
- Costumes : Gwen Wakeling et Sam Benson (non crédité)
- Photographie : Arthur C. Miller et William V. Skall
- Montage : Louis R. Loeffler
- Producteurs : Darryl F. Zanuck et Gene Markey (producteur associé)
- Société de production et de distribution : 20th Century Fox
- Directeur musical : Louis Silvers
- Musique : Charles Maxwell, Cyril J. Mockridge et Herbert W. Spencer (non crédités)
- Chorégraphes : Ernest Belcher, Nick Castle et Geneva Sawyer
- Pays d'origine :  États-Unis
- Format : couleur (Technicolor) — son : mono (Western Electric Mirrophonic Recording)
- Genre : comédie dramatique, film musical
- Langue : anglais
- Durée : 93 minutes
- Dates de sortie : 
  - États-Unis : 10 mars 1939 (première à New York), 17 mars 1939 (sortie nationale)
  - France : 24 mai 1939
- Affiche : Jacques Bonneaud (France)

## Distribution
- Shirley Temple : Sara Crewe
- Richard Greene : Geoffrey Hamilton
- Anita Louise : Rose Hamilton
- Ian Hunter : capitaine Reginald Crewe
- Cesar Romero : Ram Dass
- Arthur Treacher : Hubert « Bertie » Minchin
- Mary Nash : Mlle Amanda Minchin
- Sybil Jason : Becky
- Miles Mander : Lord Wickham
- Marcia Mae Jones : Lavinia Herbert
- Beryl Mercer : la reine Victoria
- Deidre Gale : Jessie
- Ira Stevens : Ermengarde St. John
- E. E. Clive : M. Barrows
- Kenneth Hunter : le général
- Harry Allen : un valet d'écurie